# MUSIC!!!/ZERO
「MUSIC!!!/ZERO」（ミュージック/ゼロ）は、日本の音楽グループAAAの19枚目のシングル。2008年8月27日にavex traxから発売された。

## 概要
- 前作「BEYOND〜カラダノカナタ」から約3ヶ月ぶりの発売となる。
- 「AAA TOUR 2008 -ATTACK ALL AROUND- at NHK HALL on 4th of April」と同時発売。
- 『唇からロマンチカ/That's Right』以来、5枚目の両A面シングルである。
- DVD付き盤2種とCDのみ盤1種の計3パターンでの発売。DVDの収録内容によって「MUSIC!!! Ver.」と「ZERO Ver.」があり、後者では「ZERO」と「MUSIC!!!」の曲順が入れ替わっている。CDのみ盤には「CD-EXTRA」として特典映像を収録。
- 「MUSIC!!!」のPVロケ地は北海道札幌市にあるモエレ沼公園である。
- 「ZERO」の作詞はアニメソングなどで人気を獲得している音楽ユニットALI PROJECTのボーカル、宝野アリカが担当している（Rap調は日高が担当。）。若い世代の葛藤を歌詞にしたという[1]。

## 収録内容

### CD+DVD MUSIC!!! Ver.
1. MUSIC!!! [5:03]
（作詞：Shigeko Ogula　作曲：Koichi Tsutaya　Rap詞：日高光啓/Koichi Tsutaya）
フジテレビ系『Mr.サンデー』エンディングテーマ
2. ZERO [3:40]
（作詞：Arika Takarano　作曲：Nao Tanaka　Rap詞：日高光啓）
テレビ東京系アニメ『ワールド・デストラクション〜世界撲滅の六人〜』オープニングテーマ
3. Crash (Extended version) [4:15]
（作詞：Goro Matsui 作曲：Kazuhiro Hara　Rap詞：日高光啓）
4. MUSIC!!! (Instrumental) [5:03]
5. ZERO (Instrumental) [3:40]

DVD
1. MUSIC!!!(Music Clip)

### CD+DVD ZERO Ver.
1. ZERO [3:40]
2. MUSIC!!! [5:03]
3. Crash[Extended version] [4:15]
4. ZERO (Instrumental) [3:40]
5. MUSIC!!! (Instrumental) [5:03]

DVD
1. ZERO(Music Clip)

### CD ONLY EXTRA Ver.
1. MUSIC!!! [5:03]
2. ZERO [3:40]
3. Crash[Extended version] [5:03]
4. MUSIC!!! (Instrumental) [5:03]
5. ZERO (Instrumental) [3:42]

CD-EXTRA収録内容
- バラエティームービー「AAA極秘クラブ-其の参-」